# 10 км (роз'їзд, Придніпровська залізниця)
10 км — роз'їзд Кримської дирекції Придніпровської залізниці на нелектрифікованій лінії Джанкой — Владиславівка між станціями Джанкой (10 км) та Азовська (11 км). Розташований в селищі Дорожнє Джанкойського району Автономної Республіки Крим.

## Пасажирське сполучення
На роз'їзді 10 км зупиняються приміські поїзди сполученням:
- Феодосія — Сімферополь;
- Армянськ — Феодосія;
- Джанкой — Феодосія / Керч.